# Ermita de los Dolores (Tinajo)
La Ermita y Santuario de Nuestra Señora de los Dolores se encuentra en el término municipal de Tinajo, isla de Lanzarote (Canarias, España) es un edificio religioso cuya arquitectura responde a las pautas de los templos insulares, en él se encuentra la venerada imagen de Nuestra Señora de los Dolores, también conocida como Nuestra Señora de los Volcanes, Patrona de la isla de Lanzarote.

## Orígenes
La ermita de Los Dolores, enclavada en Mancha Blanca, pertenece al municipio de Tinajo, cuyos orígenes se caracterizan por estar habitado por una población dedicada al pastoreo. Alrededor de 1650 sus habitantes se encuentran bajo el dominio de Ana Viciosa, viuda de Agustín Herrera, Gobernador de Lanzarote.
A principios del mes de septiembre de 1730, comenzaron las erupciones volcánicas cerca de la aldea de Chimanfaya, situada en las cercanías de la montaña de los Cuervos o de La Lapa. A primeras horas del día siguiente, la vecindad asustada y atemorizada por las devastadoras erupciones que quema tierras, viviendas, aljibes, etc. logra salvar la cebada de los pajeros del Alférez Julio Perdomo y de la Cilla de Chimanfaya, pidiendo la intervención de la Virgen de la ermita de Nuestra Señora de Candelaria, situada al sur de Tisalaya, cerca de la conocida cueva de Las Palomas. A esta ermita pertenecían las aldeas afectadas de Chimanfaya, Mancha Blanca y Rodeo.
Los orígenes de la ermita de Los Dolores y la devoción a su imagen se encuentran estrictamente vinculados a estos fenómenos volcánicos. La actividad geológica amenaza a la vecindad de Tajaste y Tinajo, quien ya había perdido una parte de sus propiedades. Asimismo, las tierras que había repartido la Real Audiencia a instancias del Cabildo, en Yuco, Tinguatón y Mancha Blanca para su cultivo, se encontraban amenazadas.

## Historia
Es en esa zona, donde viven los habitantes de la destruida aldea de Tíngafa, que habían perdido "todas sus tierras, casas y todos sus bienes sin tener en donde refugiarse ni en donde sembrar ni un puño de pan", donde se reparte suelo a la vecindad de Tíngafa y Mancha Blanca que iba a pertenecer al término de Tinguatón"... entre la punta del Malpaís y corrió hacia la Hoya de la Perra, derecho a la Montañeta del Medio de Güiguán, lindando con el término de Tajaste, y donde se suceden los acontecimientos relacionados directamente con la Virgen de Los Dolores.
La vecindad de Tinajo viendo amenazada sus propiedades y aldeas, solicitan el nombramiento de la Virgen de Los Dolores como protectora de las erupciones volcánicas.
Existe el Acta Fundacional de la Conmemoración de Nuestra Señora de Los Dolores, así como otro documento en el que se solicita refundar la capilla de la ermita de Nuestra Señora de Candelaria, destruida por los volcanes.
El Acta Fundacional deja claro que este hecho responde a la voluntad de las personas de Tinajo, a quienes representan, para que la Virgen de Los Dolores sea Patrona de la comarca de Tinajo y con posterioridad, de La Graciosa y de Lanzarote. Estos hechos suceden en torno al 1 de abril de 1735 cuando las lavas, probablemente de la caldera Colorada, se aproximan a Tajaste. Por este motivo, la vecindad se reúne y firma un oficio solicitando nombrar a la Virgen de Los Dolores mediadora de las erupciones. Por ello, se lleva a cabo una procesión desde la ermita de San Roque de Tinajo hasta Güiguán, portando un cuadro de la Virgen de Los Dolores, que pertenecía a una familia de Tinajo.
Probablemente se eligió a la Virgen de Los Dolores al estar representada en el cuadro que llevaba la procesión y porque el papa Clemente XII, en 1735, concede a España la celebración de esta festividad el día 15 de septiembre.
En el Acta Fundacional no consta la decisión de erigir una ermita en honor a Los Dolores, pero sí celebrar anualmente una fiesta el viernes después de la Semana Santa. Es necesario recordar que es con posterioridad cuando se cambia la fecha de celebración de la festividad, pasándose a la que existe actualmente, en el mes de septiembre.

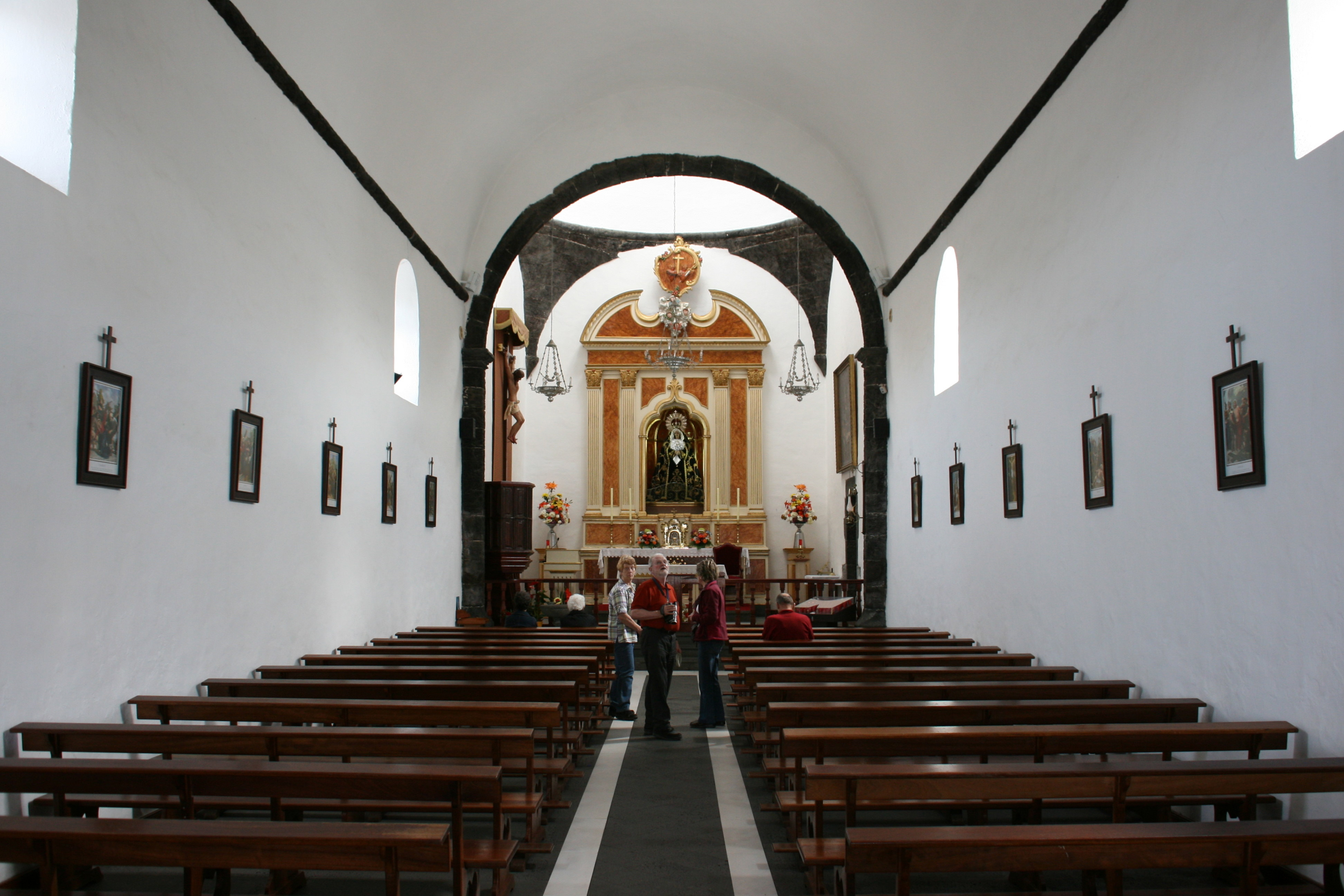
Interior de la ermita.

Sin embargo, de la tradición oral se recoge que el lugar donde paró la lava se señaliza con una Cruz, prometiéndose levantar una ermita en este lugar.
No se disponen de documentos que recojan la fecha de fabricación de la ermita de Los Dolores, si bien en 1791, ya existía si atendemos al testamento de Luis Betancor Lemes. Probablemente, la aparición de la Virgen de Los Dolores a la niña pastora Juana Rafaela puede estar relacionado, como así se recoge de la oralidad, con el incumplimiento de la vecindad de erigir la ermita.
La Cruz de madera señala el lugar donde paró el volcán. Se sabe que en la procesión que desde la ermita de San Roque en Tinajo (actual parroquia), llega a Güiguán en Mancha Blanca, un participante que portaba una Cruz de madera de tea se acercó a la orilla de la lava, fijándola en ella. En 1999, algunas personas vecinas de Tinajo tomaron la iniciativa de devolver al afloramiento lávico en el que se encuentra la Cruz, el aspecto original, procediendo a su limpieza. En esta tarea encontraron la base de la antigua Cruz de tea. Esta Cruz, y en la actualidad la que existe, que a su vez porta la antigua, recuerda el lugar donde paró el volcán, siendo frecuentada por personas del entorno que acuden a ella a rezar el Santo Rosario. Se recoge de la tradición que, una vez clavada la cruz, la corriente de lava se desvió cubriendo coladas de emisiones anteriores y que posteriormente, paró.
La Cruz es de madera de tea, midiendo 2,70 m de alto y 1,70 m de brazo. Sobre ella se encuentra clavada la antigua Cruz que mide 1 m de alto y 0,41 m de brazo. En el centro de ella, se documenta la fecha 16.IV.1736.
De esta misma fuente documental, la oralidad recoge que una niña de nueve años de edad, hija de Juan Antonio Acosta y Rita, vecino y vecina de Mancha Blanca, llamada Juana Rafaela, cuando en 1774 cuidaba cabras en las laderas de la caldera de Güiguán se le apareció una mujer vestida de negro que le dijo que recordara a la vecindad y a sus padres, que habían hecho la promesa de construir una ermita en el lugar señalado. Ante la incredulidad de los padres de que este hecho había sucedido según relataba su hija, "la señora vestida de negro", la Virgen, se le apareció una segunda vez, dejándole marcada en el hombro la silueta de una de sus manos, como testimonio de la veracidad de su aparición.
Informados por los padres de Juana Rafaela y por las personas testigos del hecho, las autoridades eclesiásticas de la Villa de Teguise tomaron parte en la Aparición. Durante la entrevista celebrada entre el padre, la madre y la propia Juana Rafaela, con autoridades eclesiásticas, esta reconoce en la imagen de la Virgen de La Dolorosa, la figura de la persona aparecida.
La ermita o santuario de Mancha Blanca tiene su origen en la promesa colectiva hecha a la Virgen que hace fundamentalmente la vecindad de Tinajo. De la primitiva construcción se sabe poco ya que el Libro de Fábrica y los documentos referidos a la Virgen se incendiaron a principios del siglo XX en el archivo de la iglesia matriz de Teguise, en donde fueron depositados en 1795.
Se da como válida la aproximación que se ha hecho de las fechas del inicio, culminación y la apertura al culto de la ermita. Se estima que la construcción duró diez años a partir de la aparición de la Virgen a Juana Rafaela, en 1774 y abriéndose al culto entre 1781 y 1785. 
Existen diversos documentos que revelan que la vecindad tenía en cuenta a la ermita en sus disposiciones testamentarias para que se celebrasen misas una vez difunta la persona.

## Templo
Consta de una sola nave con contrafuertes exteriores a ambos lados. A la derecha de la nave se ubican dos dependencias utilizadas actualmente como sacristía, y que antiguamente daba cobijo a las personas que peregrinaban al santuario.
Originariamente el edificio presenta una sola nave como en la actualidad, utilizándose en la construcción de sus techos "lastras volcánicas, muy pesadas". Debido al aislamiento espacial de la ermita, esta quedaba desprotegida produciéndose diversos robos en ella. Por ello, en los últimos años de setecientos se construye una casa Santera y otra de Peregrino. En ella, hacia 1800 vivió una familia para guardar el santuario. Debido al sobrepeso que soportaba la techumbre se construyeron dos estribos a cada lado del edificio. Estas obras se realizaron a cargo de Antonio Armas, que cobra 170 reales por desplazarse desde Arrecife al lugar.
En la visita pastoral del Obispo Buenaventura Codina, realizada el 14 de noviembre de 1849 se detectó la mala conservación del edificio por lo que encarga un informe. Un año más tarde ordena el cierre del inmueble, trasladándose temporalmente la imagen y todos los objetos de valor a la Iglesia de San Roque, de Tinajo. Ello derivó en la creación de una comisión de la vecindad que, a través de suscripciones públicas recaudó dinero para la restauración de la ermita. A finales de 1861 (una vez concluidas las obras) se trajo la imagen en solemne y multitudinaria procesión desde la Iglesia de San Roque hasta su santuario, quedando abierto desde entonces al culto público.
A las obras realizadas por Francisco Frías se debe la configuración actual de la ermita, que se caracteriza por la ausencia de barbacanas de clara influencia mudéjar, la presencia de óvalos y contrafuertes y la planta de una sola nave.
La entrada principal situada en la fachada se enmarca en un arco de medio punto sobre pilastras de piedra negra volcánica. Sobre ella existe un óculo enmarcado del mismo material que ilumina el interior a la vez que decora. En la parte central del hastial curvilíneo que remata el frontis se encuentra una espadaña de dos huecos realizados con arcos de medio punto y un frontón triangular de carácter clásico, que corona la espadaña. La cúpula responde al modelo de media naranja, encontrándose en la parte central un lucernario rodeado de ventanales compuestos por arcos trilobulados. Presenta una cubierta escalonada alzándose en su centro un pináculo, en cuya parte central posee una bola similar al registro en el corte oriental.

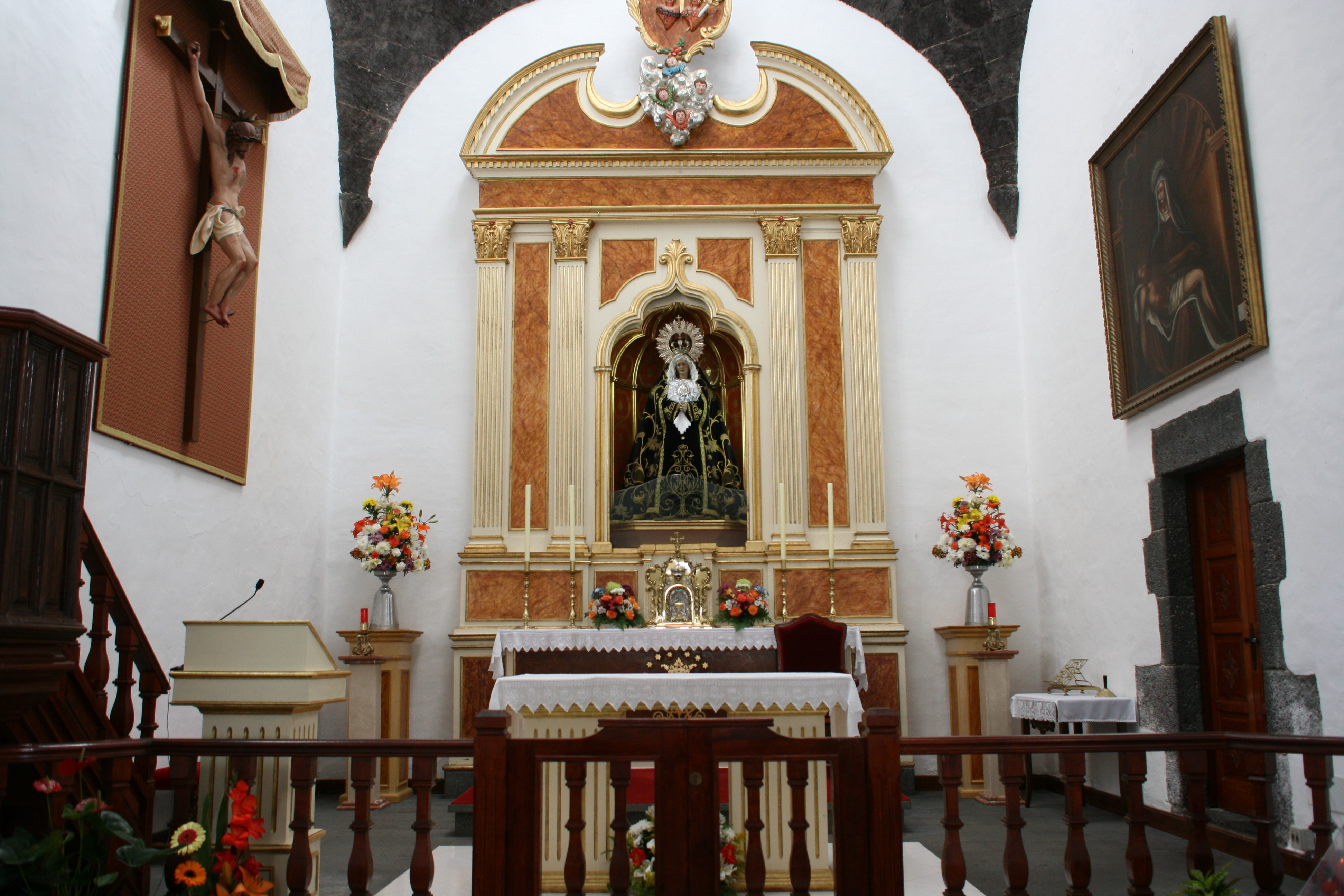
Altar mayor de la ermita con la imagen de la Virgen de los Dolores, Patrona de Lanzarote.

La fachada de la ermita posee una factura clásica debido al arco de medio punto de la entrada y al frontón triangular que corona el campanario. Entre el presbiterio resalta la cúpula, destacando una linterna con huecos formados por arcos trilobulados que tienen su arranque en el estilo gótico.
Además de las características, que suponen una novedad entre los templos de la Isla, presenta algunas propias como el que el edificio responda a una sola planta y el que para su edificación se emplearan materiales del entorno. La piedra volcánica negra enmarca la puerta y las ventanas, reviste las pechinas, el arco toral y las impostas de la bóveda, favoreciendo en todas sus aplicaciones el contraste cromático con la cal.
En cuanto al carácter etnográfico de la ermita, existe una significativa devoción religiosa y fervor popular al santuario y a la imagen de Los Dolores. La devoción a la Santísima Virgen María en su advocación universal de Los Dolores y local de Los Volcanes es la que se encuentra más difundida y la devoción más practicada, celebrándose dos festividades anuales. El 15 de septiembre, de mayor relevancia se celebra el día de Nuestra Señora de Los Dolores, y el 31 de julio, día que finalizaron las erupciones volcánicas de 1824 por milagro de la Santísima Virgen, conociéndose esta celebración como la Fiesta del Fuego.
Esta devoción arranca el 31 de julio de 1824, cuando al atardecer, el volcán del Clérigo Duarte entró en erupción y las personas afectadas sacan en procesión a la imagen de la Virgen de Los Dolores hacia La Vegueta por el camino de Güiguán. Algunas personas de Tinajo intentaron impedir esta procesión por temor a que la imagen pudiera sufrir algún percance. Tres acaudalados hombres de Tiagua se responsabilizaron del posible deterioro de la imagen, por lo que la comitiva continúa por el Camino Viejo, entre Tiagua y Tao, para colocar la imagen frente al volcán, que de forma inesperada sustituyó la lava por una columna espesa de humo y por expulsiones de agua salada, antes de entrar en inactividad ese mismo día.
Asimismo, entre la población marinera existe una gran devoción al Santuario y a la Imagen. El acceso se realiza por medio de una puerta con arco de medio punto enmarcada en basalto. Sobre esta se dispone un óculo y remata la fachada una espadaña con hueco para dos campanas, sobre el que existe un frontón de piedra volcánica. El techo cuenta con una cubierta de mampostería a dos aguas hasta su encuentro con el altar mayor, que queda coronado por cuatro vertientes, con pechinas de piedra volcánica, que convergen en un lucernario resuelto al modo de las chimeneas bizantinas, de amplia presencia en la Isla.
Posee valores relevantes de carácter histórico, artístico, etnográfico y arquitectónico, existiendo en una zona muy cercana a ella el lugar donde paró la lava de las erupciones volcánicas de 1730 al 1736, señalado con una Cruz de madera de tea. Con este fenómeno volcánico se inicia la devoción a la patrona de la Isla, la Virgen de Los Dolores o Nuestra Señora de Los Volcanes, nombre que toma con posterioridad.
En 1988, la ermita cierra de nuevo por motivos de restauración por culpa del deterioro. El 18 de junio de este año se trasladaron los objetos a la Parroquia de San Roque de Tinajo. Sobre la una del mediodía fue cuando sacaron la imagen de la Virgen y dos horas después se derrumbó la cúpula de la ermita, como si hubiera estado esperando a que se marcharse. Más tarde tras la restauración, la ermita se reabrió y la Patrona de Lanzarote regresó a su templo.

## Nuevo Santuario
Entre 2010 y 2011, el párroco de Tinajo lanzó la propuesta de construir un Santuario mayor a la Virgen de los Dolores, debido principalmente a que la ermita actual es muy pequeña y el crecimiento demográfico demanda otro templo para poder acoger a todos peregrinos que acuden a Mancha Blanca. De hecho, durante las Fiestas de los Dolores en septiembre, la misa principal del 15 de septiembre se realiza actualmente en una carpa situada en una plaza en un lateral de la ermita. El párroco argumentaba también que durante la misa de los domingos muchos devotos se quedaban a las puertas del templo debido a su pequeña capacidad. Sin embargo, el alcalde de Tinajo, argumentó que ese proyecto es inviable, debido a la crisis económica por la que pasaba el país en ese momento.